# Physetica sequens
Physetica sequens là một loài bướm đêm trong họ Noctuidae.